# 懷特-奧爾蒂斯-博萊利彗星
懷特-奧爾蒂斯-博萊利彗星（Comet White–Ortiz–Bolelli、編號是C/1970 K1）是一顆明亮的彗星，屬於克魯茲族彗星，一些人認為是一顆大彗星。

## 觀測歷史
1970年5月14日中午，這顆彗星從地球上看過去，距離太陽僅0.36°，然後迅速向東遠離太陽，未被任何人觀測到。
1970年5月18日（當地時間）黃昏，格雷姆·林賽·懷特（Graeme Lindsay White）首次在澳洲新南威爾斯州蜆殼港附近使用雙筒望遠鏡發現了這顆彗星。他估計它的亮度為1-2等，並識別出一條1° 長的尾巴。一天後，懷特想在雪梨天文台確認他的發現，但由於城市燈光干擾，他無法確定看到這顆彗星。再過一天後，他用雙筒望遠鏡和肉眼再次發現了這顆彗星；彗尾現在增長為10°。
官方機構收到懷特的報告幾個小時後，又收到了來自馬達加斯加的另一份目擊報告。5月21日晚上，從留尼汪島聖丹尼斯飛往塔那那利佛的一架波音707客機的副駕駛埃米利奧·奧爾蒂斯（Emilio Ortiz）在馬達加斯加發現了這顆彗星。（奧爾蒂斯也是C/1961 O1（威爾遜-哈伯德彗星）的首批觀測者之一）。奧爾蒂斯估計彗星亮度為0.5-1等，尾長為5-8°。5月22日，幾位天文學家開始尋找這顆彗星，但未能看到它。兩天後，智利托洛洛山美洲際天文台的卡洛斯·博萊利（Carlos Bolelli）就在5月21日至22日晚間收到了關於這顆彗星目擊事件的延遲報告。他觀測到1等的亮度和10°的尾巴。
後來的觀測報告顯示，5月19日至24日期間，澳洲、南非、智利、阿根廷、紐西蘭和烏拉圭發生了許多獨立發現。在所有情況下，彗星只有在黃昏日落後不久才能看到。
彗星的亮度在月底迅速下降至約5等，而彗尾的長度增加，在5月25日左右達到最大長度約15°，到月底仍有長度約5°。六月，這顆彗星只能透過望遠鏡和攝影來觀察。
最後一次觀測是在1970年6月7日在紐西蘭和澳洲進行的，當時亮度約為9等。7月8日，從地球上看過去，這顆彗星再次掠過太陽以南。儘管直到10月初，人們試圖在早晨的天空中尋找這顆彗星，但沒有成功。
彗星的最大亮度達到了0.5等。